# کلاریس اگنیو

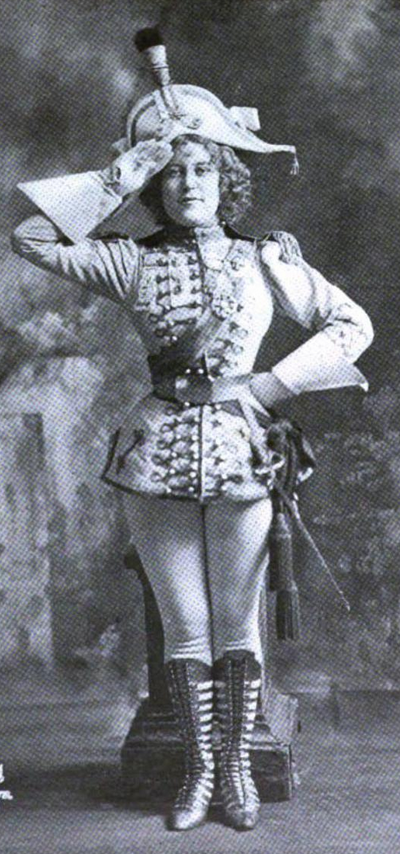

کلاریس اگنیو (به انگلیسی: Clarisse Agnew) (۱۸۷۶ – ۲۹ نوامبر ۱۹۰۴)، زادهٔ کلاریس آدل رابینسون، بازیگر و دختر کر آمریکایی بود. او در دهه ۱۸۹۰ در برادوی ظاهر شد و همسر دوم دنیل جی رید صنعتگر بود. اگنیو در سال ۱۹۰۰ به عنوان یکی از متهمان پرونده طلاق نامگذاری شد. او در سال ۱۹۰۰ با مرد بیوه ثروتمند دانیل جی رید ازدواج کرد. او در سال ۱۹۰۴ در نیویورک درگذشت.

## زندگی‌نامه
کلاریس در شهرستان مارین، کالیفرنیا متولد شد. پدرش هتل‌دار بود. فعالیت صحنه ای او در سن نوجوانی در سانفرانسیسکو آغاز شد، اما به نیویورک نقل مکان کرد. اگنیو به‌عنوان یک «سوبرت متین و برازنده» ظاهر شد بل لیوینگستون بازیگر همکار از او به عنوان «جذاب‌ترین بازیگر کمدی» یاد کرد. او در سال ۱۸۹۷ با یک دوچرخه برای یک مجله در مورد بازیگران زن آمریکایی و دوچرخه سواری عکس گرفته. ازدواج او در سال ۱۹۰۰ به عنوان بخشی از روند پیدا کردن همسران ثروتمند توسط دختران نمایشی تلقی شد.